# Vigersted Sogn
Vigersted Sogn 
ist eine Kirchspielsgemeinde (dän.: Sogn)
auf der Insel Sjælland im südlichen Dänemark.
Bis 1970 gehörte sie zur Harde Ringsted Herred im damaligen Sorø Amt, danach zur Ringsted Kommune im Vestsjællands Amt, die im Zuge der  Kommunalreform zum 1. Januar 2007 Teil der Region Sjælland geworden ist.
Im Kirchspiel leben 1460 Einwohner, davon 548 im Kirchdorf (Stand: 1. Januar 2023).
Im Kirchspiel liegt die Kirche „Vigersted Kirke“.
Nachbargemeinden sind im Norden Jystrup Sogn und Valsølille Sogn, im Westen Haraldsted-Allindemagle Sogn, im Südwesten Benløse Sogn und im Süden Kværkeby Sogn, ferner in der östlich benachbarten Køge Kommune Borup Sogn.